# Mari Krajmbreri

Firma di Mari Krajmbreri

Mari Krajmbreri (in russo Мари Краймбрери?), pseudonimo di Marina Vadimovna Žadan (in russo Марина Вадимовна Жадан?; in ucraino Марина Вадимівна Жадан?, Maryna Vadymivna Žadan; Kryvyj Rih, 21 agosto 1992), è una cantante ucraina naturalizzata russa.

## Biografia
Originaria di Kryvyj Rih, è salita alla ribalta nel 2018 con la pubblicazione dei singoli Na tatu e Amore, che hanno scalato la Top Radio Hits Russia della Tophit. Il successo conquistato dal secondo album in studio Pereobulas', uscito nel medesimo anno, ha fruttato all'artista una candidatura nella categoria di svolta dell'anno ai premi Muz-TV 2019. Il disco è stato promosso da una tournée in più di 15 città a livello nazionale. Anche i brani Zoloto e Mne tak chorošo hanno riscosso popolarità poiché sono stati due dei brani di maggior successo nelle radio russe nel corso del 2019 secondo la Tophit.
Nas uznaet ves' mir, il suo terzo LP, è uscito nel marzo 2021 e contiene le hit radiofoniche Prjatalas' v vannoj, premiata con un Zolotoj grammofon, e Okean; i due brani hanno raggiunto rispettivamente la top twenty e il 2º posto della graduatoria russa, e sono apparsi nella classifica dei brani più popolari dell'anno nello stesso territorio.
Mari Krajmbreri è una degli artisti più riprodotti nelle radio della Federazione Russa; dopo aver fatto la sua prima comparsa in top ten nel 2020 con 3,2 milioni passaggi registrati, è riuscita a migliorare il risultato gradualmente, fino a raggiungere un picco di 4,4 milioni riproduzioni ricevute durante il 2024.
Nel corso della sua carriera è stata candidata agli MTV Europe Music Awards come miglior artista di MTV Russia e per dieci premi all'adattamento russo dei Grammy Award.

## Discografia

### Album in studio
- 2017 – NNKN
- 2018 – Pereobulas'
- 2021 – Nas uznaet ves' mir (Part 1)
- 2022 – Nas uznaet ves' mir (Part 2)
- 2023 – Počemu u menja net parnja?! (come Mari AKA Krajmbreri)

### Album dal vivo
- 2020 – Melkaja zdes' (Live at Adrenaline Stadium, Moskva, 2019)

### Singoli
- 2014 – Dvigaj (con Sten)
- 2017 – On tože ljubit dym
- 2017 – Ne v adekvate
- 2017 – Tusi sam
- 2017 – Ona tebe ne idët
- 2017 – Cholodno (con Ėmma M)
- 2018 – Ja chotela tvoju familnju
- 2018 – Ėto, suka, vzryv
- 2018 – Na tatu
- 2018 – Amore
- 2018 – Zoloto (con Kartashow)
- 2018 – Ja našla svoj počerk
- 2019 – 31 fevralja (con Guf)
- 2019 – Ja tvoj klad
- 2019 – Mne tak chorošo
- 2019 – Golaja v beloj majke
- 2019 – Melkaja zdes'
- 2019 – Na kablučkach (feat. M.Hustler)
- 2019 – Spasibo za vsë, nam (con Jolka)
- 2020 – Prjatalas' v vannoj
- 2020 – Odinokij tip
- 2020 – Aprel'
- 2020 – Uspej vernut'sja (feat. M.Hustler)
- 2020 – Mu maj
- 2020 – Praga. Ijun'
- 2020 – Okean
- 2020 – Poljubi menja p'januju
- 2020 – Davaj navsegda
- 2020 – Ja ne zabudu (con Max Box)
- 2020 – Medljak (con HammAli)
- 2020 – Novogodinij vajb (con Jolka)
- 2021 – Samolët
- 2021 – Cholostjak
- 2021 – If You Love Me
- 2021 – Ty menja ne zabudeš'
- 2021 – Chlopaju v dve ladoši
- 2021 – Kak dela, malyš? (con Zvonkij)
- 2021 – Piter
- 2021 – Glupaja
- 2021 – Ne domoj (con Amirchik)
- 2022 – Esli ustal
- 2022 – Relax
- 2022 – Ponarošku (con Leonid Rudenko)
- 2022 – Škura (con Klava Koka)
- 2022 – Ty menja besiš' (con Ivan Reis)
- 2022 – Bez zamoroček
- 2022 – Lavandovyj raf
- 2022 – Kakaja krutaja žizn'
- 2022 – Utrom (con Radjo)
- 2022 – Otpusti menja
- 2023 – Inače vsë ėto zrja
- 2023 – V čërnych očkach (con HammAli)
- 2023 – Malaja, poj
- 2023 – Mne tak povezlo
- 2023 – Drugie devčonki/Samokat (con Rita Dakota)
- 2023 – Moja krasivaja, stoj
- 2023 – Slučilas' osen'
- 2023 – Ona opjat' razdenetsja
- 2023 – Kajf (con Bianka)
- 2024 – Girljandu na dušu
- 2024 – Kto takaja Mėri?
- 2024 – It's My Life (con Dima Bilan)
- 2024 – Mesto vstreči
- 2024 – Nravitsja žit'
- 2024 – Choču byt' zvezdoj
- 2024 – Bez obrabotki
- 2025 – Vsë na svoich mestach
- 2025 – Na moral'nych (con Jurij Kiselëv e Mot)
- 2025 – Vsë prošlo

## Riconoscimenti
- MTV Europe Music Awards

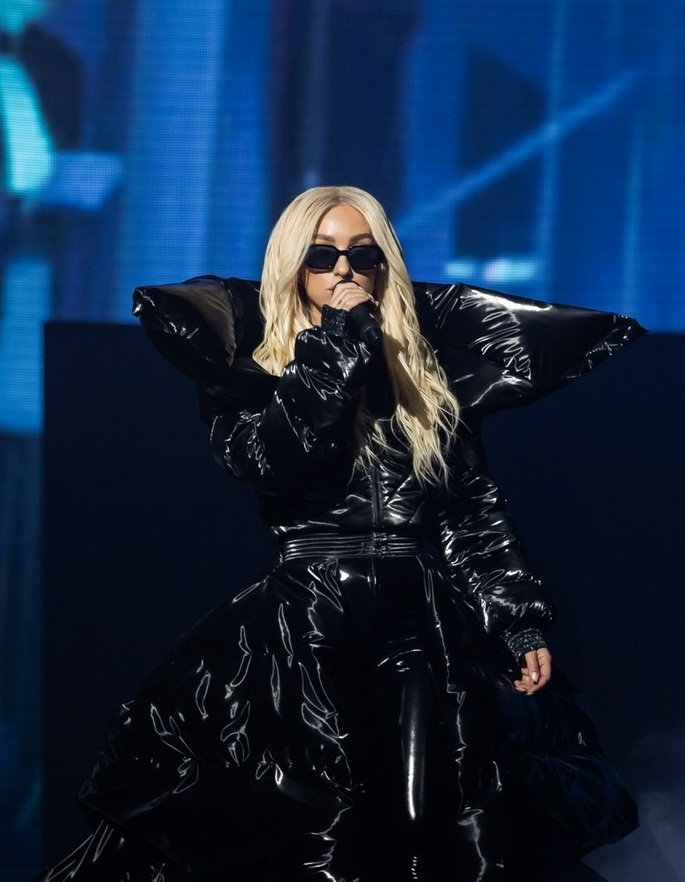
Mari Krajmbreri mentre canta dal vivo ai Žara Music Awards, 17 maggio 2022

  - 2021 – Candidatura al Miglior artista di MTV Russia[17]

- Novoe Radio Awards
  - 2022 – Candidatura alla Miglior artista femminile[22]
  - 2022 – Candidatura alla Miglior collaborazione per Kak dela, malyš?[22]
  - 2023 – Miglior artista femminile[23]
  - 2025 – Collaborazione dell'anno per It's My Life[24]

- Premija Muz-TV
  - 2024 – Candidatura alla Miglior artista femminile[25]
  - 2024 – Candidatura al Miglior album per Počemu u menja net parnja?![25]
  - 2024 – Candidatura alla Miglior canzone per Mne tak povezlo[25]
  - 2024 – Candidatura alla Miglior canzone per Slučilas' osen'[25]
  - 2024 – Candidatura al Miglior video dance per Mne tak povezlo[25]
  - 2024 – Miglior lyric video per Slučilas' osen'[26]
  - 2024 – Candidatura al Miglior concerto[25]
  - 2025 – Miglior video per It's My Life[27]
  - 2025 – Miglior artista femminile[27]
  - 2025 – Candidatura al Miglior video dance per It's My Life[28]
  - 2025 – Candidatura alla Miglior collaborazione per It's My Life[28]

- Premija RU.TV
  - 2023 – Miglior album per Nas uznaet ves' mir (Part 2)[29]
  - 2024 – Candidatura alla Miglior canzone per Mne tak povezlo[30]
  - 2024 – Miglior artista femminile[31]
  - 2024 – Miglior concerto da solista[31]
  - 2025 – Candidatura alla Miglior artista femminile[32]
  - 2025 – Candidatura alla Miglior collaborazione per It's My Life[32]
  - 2025 – Candidatura alla Miglior collaborazione per Na moral'nych[32]
  - 2025 – Miglior canzone per It's My Life[33]

- Rossijskaja nacional'naja muzykal'naja premija Viktorija
  - 2021 – Candidatura alla Cantante femminile dell'anno per Samolët[18]
  - 2021 – Candidatura al Cantautore dell'anno per Samolët[18]
  - 2021 – Candidatura al Compositore dell'anno per Samolët[18]
  - 2022 – Candidatura alla Hit dance dell'anno per Esli ustal[19]
  - 2023 – Candidatura alla Cantante femminile dell'anno per Inače vsë ėto zrja[20]
  - 2023 – Candidatura al Compositore dell'anno per Inače vsë ėto zrja[20]
  - 2023 – Candidatura alla Hit dance dell'anno per Mne tak povezlo[20]
  - 2024 – Candidatura alla Cantante femminile dell'anno per Nravitsja žit'[21]
  - 2024 – Candidatura al Video musicale dell'anno per It's My Life[21]
  - 2024 – Candidatura alla Canzone dell'anno per Nravitsja žit'[21]

- Žara Media Awards
  - 2024 – Candidatura all'Hitmaker dell'anno[34]

- Žara Music Awards
  - 2022 – Cantante femminile dell'anno[35]
  - 2022 – Video femminile dell'anno per Samolët[35]
  - 2023 – Video[36]
  - 2025 – Collaborazione dell'anno per It's My Life[37]